# Enrique Badía Romero
Enrique Badía Romero (Barcellona, 24 aprile 1930 – Barcellona, 15 febbraio 2024) è stato un fumettista spagnolo.
Collaborò spesso con il fratello Jordi Badía Romero, anch'egli fumettista.

## Biografia
Enrique Badía Romero nacque a Barcellona il 24 aprile del 1930.
Iniziò la sua carriera all'età di 15 anni, quando fu preso come apprendista dall'artista Emilio Freixas. Dopo aver contribuito alla pubblicazione Susy nel 1949, iniziò a realizzare illustrazioni per diverse serie con la firma "Badia". Lanciò la rivista Alex nel 1953 e due anni dopo fondò la casa editrice Ruiz Romero, per la quale realizzò le serie Cromos, Hombres de Lucha e Historia de la Guerra.
Romero iniziò la sua collaborazione con la striscia Modesty Blaise di Peter O'Donnell nel 1970, quando fu chiamato a completare la trama The War-Lords of Phoenix a causa della morte improvvisa del disegnatore Jim Holdaway. Inizialmente un imitatore di Holdaway, Romero presto sviluppò una sua interpretazione del personaggio di Modesty Blaise, raffigurando la protagonista in uno stile più esotico e voluttuoso rispetto a quello dell'illustratore precedente. Romero disegnò la striscia fino al 1978, tuttavia tornò a lavorarci dal 1986 al 2001. Collaborò con Donne Avenell per creare la serie di fantascienza Axa per il tabloid britannico The Sun.
Morì a Barcellona il 15 febbraio 2024 all'età di 93 anni.